# Franz Meyen
Franz Julius Ferdinand Meyen, född den 28 juni 1804 i Tilsit, död den 2 september 1840 i Berlin, var en tysk botanist.
Meyen företog 1830–1832 på Alexander von Humboldts tillskyndan en tvåårig resa kring jorden som skeppsläkare på handelsfartyget "Prinzess Luise" med uppdrag att rikta sin uppmärksamhet på så många områden som möjligt av naturvetenskaperna. 
Meyen blev 1834 professor vid universitetet i Berlin. Han blev tidigt en produktiv författare inom flera grenar av växtläran, som fytotomi, fysiologi, teratologi och växtgeografi. Hans huvudsakligaste forskningar och till det otroliga stegrade arbetsiver ägnades företrädesvis åt anatomin och fysiologin (exempelvis Phytotomie, 1830). 
Hans Grundriss der Pflanzengeographie mit ausführlichen Untersuchungen über das Vaterland, den Anhau und den Nutzen der vorzüglichsten Kulturpflanzen, 1836, blev översatt till svenska ("Utkast till växtgeographien" et cetera, 1841–42, av Gustaf Torssell). 
Efter Meyens död utgav medlemmar av Berlinakademien hans Beiträge zur Botanik, gesammelt auf einer Reise um die Erde (1843) och Nees von Esenbeck hans Pflanzenpathologie (1841). Auktorsnamnet Meyen kan användas för Franz Meyen i samband med ett vetenskapligt namn inom botaniken; se Wikipediaartiklar som länkar till auktorsnamnet.